# Ashshur
Pour les articles homonymes, voir Assur.
Ashshur ou Assur (אַשּׁוּר en hébreu, ܐܫܘܪ en araméen), est un personnage biblique, cité dans la Genèse.

## Biographie
Il est le deuxième fils de Sem, petit-fils de Noé, et ses frères furent Elam, Arpakshad, Lud (en) et Aram (en).
Le texte de la Genèse (chapitres 10 et 11) reste ambigu et ne permet pas de déterminer si le fondateur de Ninive en Assyrie est Assur ou Nemrod, car dans ce texte, le nom d'Assur peut se référer aussi bien à la personne qu'au pays.
Dans le récit biblique de la Genèse, il est spécifié que Nimrod est le créateur de Ninive, Rehovot (en), Calah et Résen (en). Achour est le premier à se révolter contre le roi Nimrod. Lorsque Achour a vu que ses fils écoutaient Nimrod et se révoltaient contre Dieu en construisant la tour, il s'est retiré d'eux. 
On trouve un autre Assur dans la Bible : Assur, père de la ville de Tekoa (en),. Il est le fils de Hesron ou de Caleb et eut deux femmes appelées Heléa et Naara, qui lui donnèrent chacune une descendance.